# Giorgi Saakadze
Giorgi Saakadze (in georgiano გიორგი სააკაძე?; Regno di Cartalia, 1570 circa – Aleppo, 3 ottobre 1629) è stato un militare georgiano.
Anche noto con l'appellativo di Gran Mouravi (დიდი მოურავი, Didi Mouravi), Saakadze giocò un ruolo importante e contraddittorio nella politica georgiana d'inizio XVII secolo. Nel corso della sua vita servì anche gli imperi safavide e ottomano.

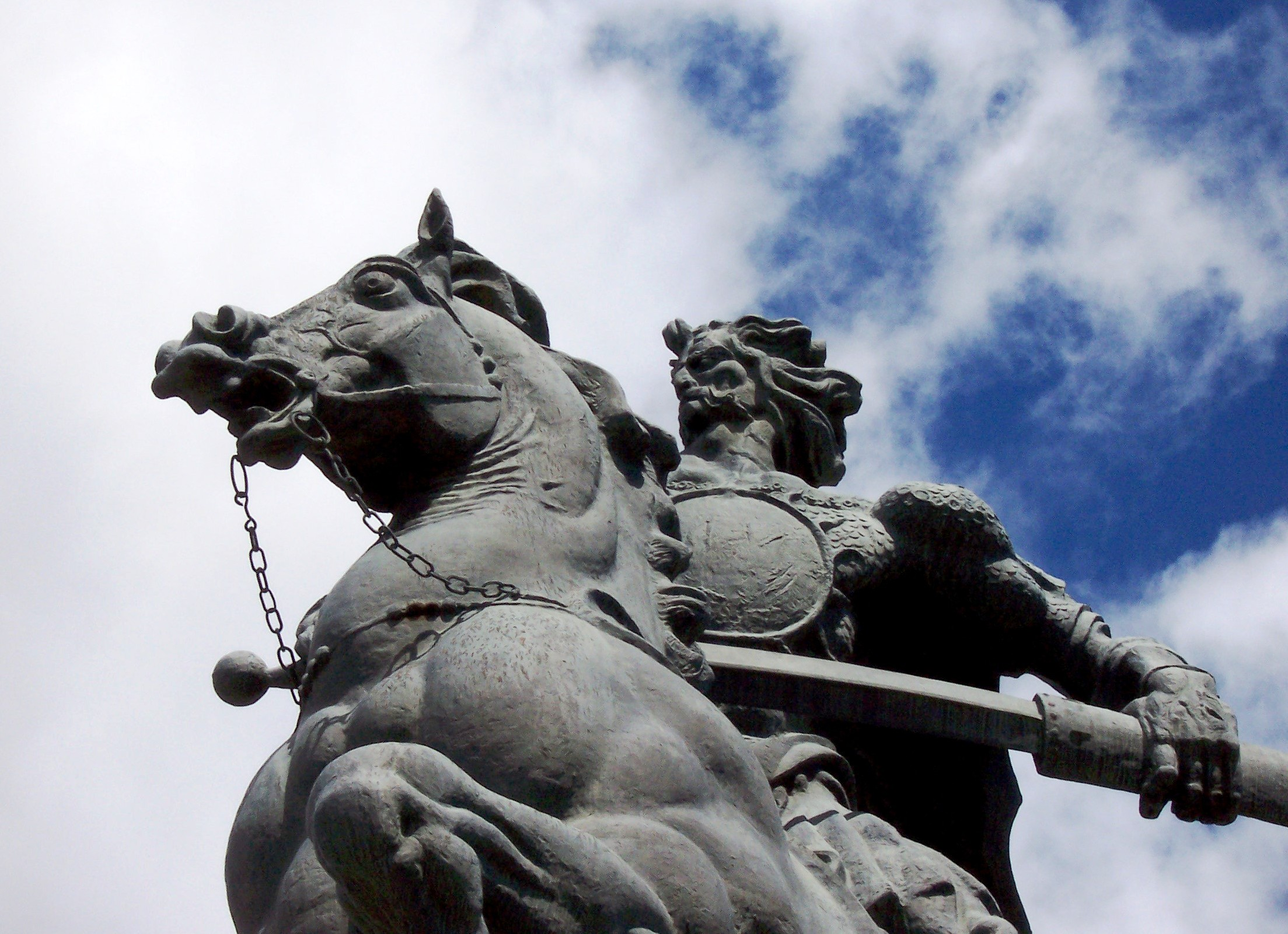
Monumento equestre in onore di Giorgi Saakadze, K'asp'i

## Biografia
La famiglia di Giorgi Saakadze proveniva dai ranghi dalla piccola nobiltà (i cosiddetti "aznauri"). Suo padre, Siaush, migliorò la propria posizione grazie alla lealtà dimostrata al re Simone I di Cartalia. Dopo aver prestato servizio militare sotto il regno di Simone I, nel 1608 Giorgi fu nominato mouravi di Tbilisi, Tskhinvali e Dvaleti dal nuovo re, Luarsab II. L'influenza ed il prestigio di Saakadze crebbero specialmente dopo che egli ebbe distrutto una forza d'invasione ottomana nella battaglia di Tashiskari del giugno 1609, salvando la corona di Luarsab II.
Nel 1611 il re sposò la sorella di Saakadze, Macrine, infastidendo la grande nobiltà locale, che divenne sempre più sospettosa nei confronti dell'ambizioso mouravi che dai ranghi della piccola nobiltà era giunto ad essere uno degli uomini più potenti del regno. L'animosità tra le due fazioni della nobiltà era concentrata sul contrasto tra i principi Parsadan Tsitsishvili e Shadiman Baratashvili da un lato e Giorgi Saakadze dall'altro. Lo scontro conobbe il proprio culmine nel maggio 1612, quando una minaccia alla propria vita spinse Saakadze a disertare in favore dell'Impero safavide. Essendosi convertito all'Islam ed avendo messo le proprie abilità militari al servizio dei persiani contro gli ottomani, Saakadze conquistò rapidamente la fiducia dello scià 'Abbas I il Grande.
Nel 1614 Saakadze si vendicò di Luarsab e dei nobili rivali aiutando lo scià nell'invasione della Georgia che condusse alla deposizione del sovrano. Nel 1619 'Abbas nominò Saakadze "vekil" (reggente) di Bagrat Khan, sovrano imposto alla Cartalia dai safavidi. In questo modo Saakadze si trasformò in regnante de facto. Una volta riemerse le ostilità con gli ottomani, Saakadze servì come comandante nei ranghi dell'esercito dello scià (1621-1623). Successivamente 'Abbas lo destinò ad una forza composta da 35.000 soldati, avente lo scopo di schiacciare una ribellione in Georgia.
Saakande, tuttavia, cospirò con i capi della rivolta - suo cognato Zurab di Aragvi e il re Teimuraz I di Cachezia - e tese un'imboscata all'esercito safavide presso Martqopi il 25 marzo 1625. In tal modo inflisse una decisiva sconfitta agli invasori. Egli poi annientò i nomadi turchi trapiantati in Georgia dai persiani, mossi dalla volontà di rimpiazzare la locale popolazione cristiana con dei musulmani. Anche le due guarnigioni persiane di Ganja e Karabakh furono assalite dagli uomini guidati da Saakadze.
Come vendetta, lo scià 'Abbas mise a morte Paata, il più giovane figlio del condottiero georgiano, e mandò la testa decapitata in Georgia. Una nuova offensiva safavide non tardò ad arrivare e culminò nella gravosa vittoria sui georgiani nella battaglia di Marabda. Saakadze si ritirò nelle montagne, da dove organizzò una potente guerriglia, la quale finì per costringere 'Abbas a riconoscere lo status regale di Teimuraz.
L'unità della nobiltà georgiana non durò a lungo. L'opposizione di Saakadze al controllo di Teimuraz sulla Cartalia condusse ad un aspro conflitto culminato nella fratricida battaglia di Bazaleti, sul finire del 1626. L'esercito del re Teimuraz ebbe la meglio e Saakadze fu costretto all'esilio ad Istanbul, dove entrò al servizio del sultano Ibrahim I. L'ex mouravi rivestì brevemente il ruolo di governatore del Vilayet di Konya e combatté i persiani a Erzurum (1627-1628) e in Meschezia. Ciononostante, il gran visir Gazi Hüsrev Pasha lo accusò di tradimento e lo mandò a morte ad Aleppo il 3 ottobre 1629. Insieme a Saakadze furono uccisi anche suo figlio Avtandil e quaranta seguaci.
L'ultimo figlio sopravvissuto di Saakadze, Ioram, divenne principe e fondò la famiglia nobiliare dei Tarkhan-Mouravi.

## Nella cultura

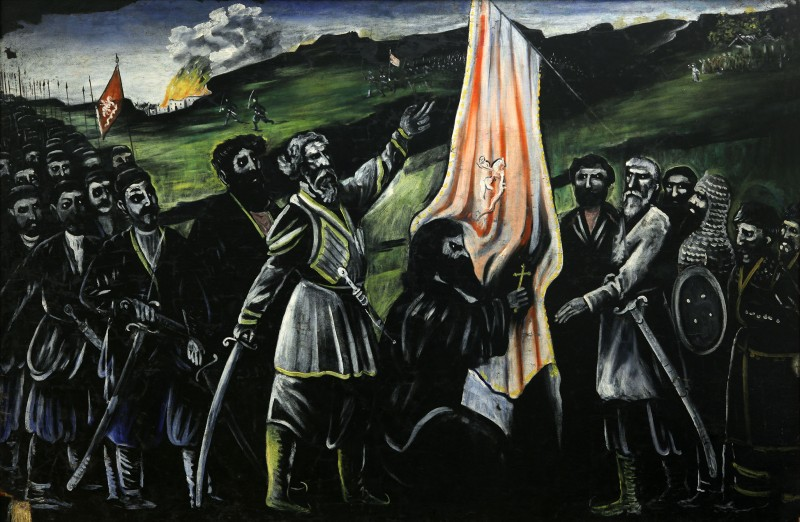
Niko Pirosmani, Giorgi Saakadze difende la Georgia dai nemici

La controversa figura di Giorgi Saakadze è sempre stata fonte di diatribe circa il ruolo da lui giocato nella storia georgiana. La storiografia tradizionale, profondamente influenzata dagli studi del principe Vakhushti Bagration e di Marie-Félicité Brosset, ha continuato per lungo tempo a raffigurarlo come un avventuriero feudale ed un ambizioso signore della guerra coinvolto nel turbine di intrighi e disordini tipici della Georgia del tempo.
Il primo tentativo di riabilitare Saakadze fu intrapreso da un suo consanguineo, il metropolita Giuseppe di Tbilisi, con un poema intitolato "Il Gran Mouravi" (1681-1687). A partire dall'inizio del XX secolo alcuni autori georgiani provarono ad enfatizzare gli aspetti positivi della biografia di Saakadze, in particolare il suo contributo alla rivolta del 1625 che impedì la realizzazione del piano dello scià, volto a trasformare la Georgia orientale in khanato dei Kizilbash.
Negli anni quaranta la propaganda di guerra voluta da Stalin condusse ad identificare in Saakadze il principale simbolo del patriottismo georgiano. Nell'ottobre 1940 Stalin disse che le speranze del Gran Mouravi, indirizzate alla «unificazione in un solo Stato attraverso l'istituzione di un assolutismo reale e la liquidazione del potere dei principi», avevano carattere progressista. Mosso dalla volontà di incoraggiare il nazionalismo georgiano e la lealtà della popolazione nella guerra contro la Germania nazista, Stalin stesso fu coinvolto nella modifica del copione del film epico "Giorgi Saakadze", commissionato dal regista Michail Čiaureli nel 1942. Stalin accantonò il copione dello scrittore Giorgi Leonidze ed approvò quello di Anna Antonovskaja e Boris Chenry, tratto dal libro "Il Gran Mouravi" (1942) della stessa Antonovskaja, premiata con il Premio Stalin. Il film enfatizza come Saakadze, inizialmente un oscuro signorotto, fu vittima di macchinazioni condotte dai grandi signori feudali, pronti a sacrificare anche la patria per il proprio tornaconto. La pellicola illustra l'immagine di Saakadze come condottiero popolare contro gli aggressori stranieri.
Ironicamente, "Giorgi Saakadze" fu anche il nome del 797º battaglione della Wehrmacht, uno dei battaglioni georgiani formati dai tedeschi per combattere l'Armata Rossa.